# 파스퇴르 사분면
파스퇴르 사분면(Pasteur's quadrant)은 과학연구의 분류법으로, 그 연구가 과학적 문제의 근본적 이해를 추구하는지, 그리고 사회의 즉각적 사용으로 이어지는지 여부로 쌍축 분류를 한다. 예컨대 루이 파스퇴르의 연구가 과학의 근본을 탐구하면서 사회에 직접 이바지하는 연구로서, "기초연구"(예: 닐스 보어의 양자론)와 "응용연구"(예: 토머스 에디슨의 전구)의 경계를 메우는 존재로 설명된다. "파스퇴르 사분면"이라는 용어는 도널드 E. 스토크스의 동명의 책에서 도입되었다.
|                            |     | 사회에 기여하는 사용이 고려되는가? | 사회에 기여하는 사용이 고려되는가? |
|                            |     | No                                 | Yes                                |
| -------------------------- | --- | ---------------------------------- | ---------------------------------- |
| 근본 이해를 위한 탐구인가? | Yes | 닐스 보어 순수기초연구             | 루이 파스퇴르 응용지향기초연구     |
| 근본 이해를 위한 탐구인가? | No  | –                                  | 토머스 에디슨 순수응용연구         |